# Fred Roll
Fred Roll è un film muto del 1918 scritto e diretto da Ernst Marischka.

## Produzione
Il film fu prodotto dalla Sascha-Meßter-Film del conte Alexander Kolowrat associato al produttore Oskar Messter.

## Distribuzione
Il film venne presentato a Vienna il 25 gennaio 1918.